# NGC 2318
NGC 2318 je otvoreni skup u zviježđu Velikom psu. 

## Vanjske poveznice
- SEDS: NGC 2318